# Ovesø
Ovesø är en sjö i Danmark. Den ligger i Region Nordjylland, i den nordvästra delen av landet. Arean är 3,5 kvadratkilometer och sjön sträcker sig 7,1 kilometer i nord-sydlig riktning, och 3,1 kilometer i öst-västlig riktning.Sjön har genom Hvidbjerg Å anslut till havet.
Ovesø ingår i Natura 2000 området Hvidbjerg Å, Ove Sø og Ørum Sø och är en viktig lokalitet för utter. Runt sjön är det huvudsakligen  jordbruksmark. Ön Madstedborg ligger i Ovesø.